# Santa María Endare
Santa María Endare är en ort i Mexiko, tillhörande kommunen Jocotitlán i den nordvästra delen av delstaten Mexiko. Orten hade 1 700 invånare vid folkräkningen 2010.